# Konklave Mai 1605
Das Konklave Mai 1605 trat nach dem Tod von Papst Leo XI. († 27. April 1605) zusammen und tagte vom 8. bis 16. Mai 1605 in Rom. Es  dauerte acht Tage und wählte Paul V. zum Papst.

## Kardinalskollegium

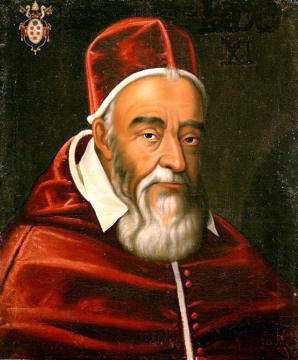
Leo XI.

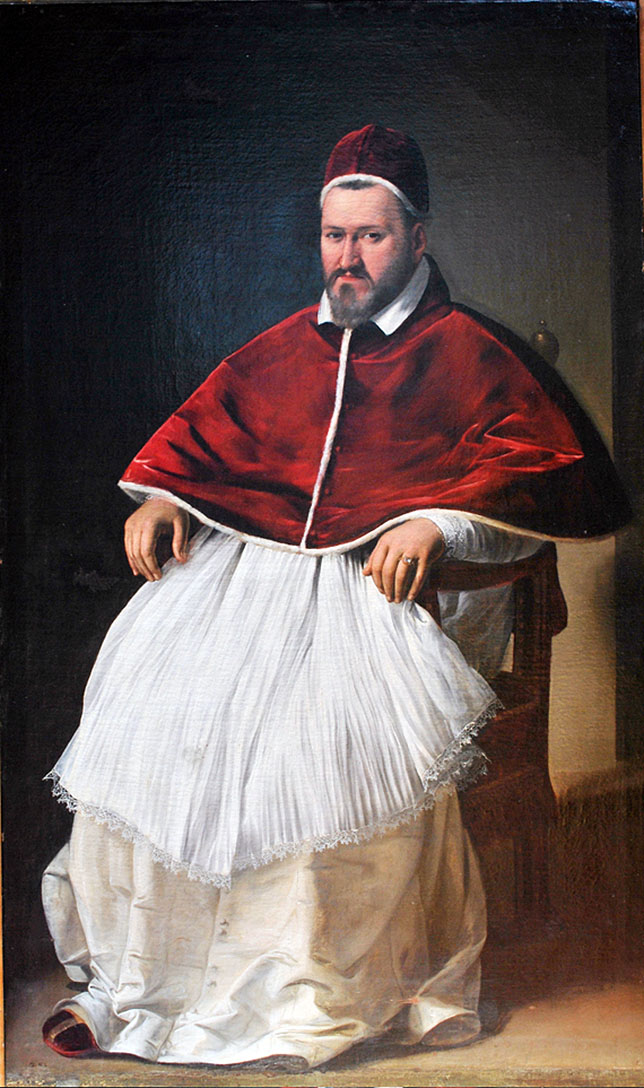
Paul V. in einem Gemälde von Michelangelo Merisi da Caravaggio

Als Papst Leo XI. nach einem nur 17 Tage währenden Pontifikat starb, zählte das Kardinalskollegium 67 Kardinäle.

### Teilnehmer
Die 61 am Konklave teilnehmenden Kardinäle waren:
- Tolomeo Gallio, Kardinalbischof von Ostia und Velletri, Kardinaldekan
- Domenico Pinelli seniore, Kardinalbischof von Frascati
- François de Joyeuse, Erzbischof von Rouen und Kardinalbischof von Sabina
- Girolamo Bernerio OP, Kardinalbischof von Albano
- Agostino Valier, Bischof von Verona
- Antonio Maria Gallo, Bischof von Osimo
- Benedetto Giustiniani, Legat in den Marken
- Antonmaria Sauli
- Giovanni Evangelista Pallotta
- Federico Borromeo seniore, Erzbischof von Mailand
- Francesco Maria Bourbon del Monte
- Mariano Pierbenedetti
- Gregorio Petrocchini OESA
- Paolo Emilio Sfondrati
- Ottavio Paravicini
- Ottavio d’Aquaviva d’Aragona seniore
- Flaminio Piatti
- Pietro Aldobrandini
- Francesco Maria Tarugi Orat, Erzbischof von Siena
- Ottavio Bandini, Erzbischof von Fermo
- Anne d’Escars de Givry OSB, Bischof von Lisieux
- Giovanni Francesco Biandrate di San Giorgio Aldobrandini, Bischof von Acqui
- Camillo Borghese[Anm 1]
- Cesare Baronio Orat.
- Lorenzo Bianchetti
- Francisco de Ávila
- Francesco Mantica
- Pompeio Arrigoni
- Bonifazio Bevilacqua, Bischof von Cervia, Legat in Perugia und Umbrien
- Alfonso Visconti, Erzbischof von Spoleto
- Domenico Toschi, Bischof von Tivoli
- Paolo Emilio Zacchia
- Franz Seraph von Dietrichstein, Erzbischof von Olmütz
- Roberto Bellarmino SJ
- François d’Escoubleau de Sourdis
- Séraphin Olivier-Razali
- Domenico Ginnasi, Erzbischof von Manfredonia
- Antonio Zapata y Cisneros
- Filippo Spinelli, Bischof von Policastro
- Carlo Conti, Bischof von Ancona
- Carlo Gaudenzio Madruzzo, Bischof von Trient
- Jacques-Davy Duperron, Bischof von Évreux
- Innocenzo del Bufalo-Cancellieri, Bischof von Camerino
- Giovanni Dolfin
- Giacomo Sannesio
- Erminio Valenti
- Girolamo Pamphilj
- Ferdinando Taverna
- Anselmo Marzato OFMCap
- Francesco Sforza
- Alessandro Damasceni Peretti
- Odoardo Farnese
- Giovanni Antonio Facchinetti de Nuce iuniore
- Cinzio Passeri Aldobrandini
- Bartolomeo Cesi
- Andrea Baroni Peretti Montalto
- Alessandro d’Este
- Giovanni Battista Deti
- Silvestro Aldobrandini O.S.Io.Hieros.
- Giovanni Doria
- Carlo Emmanuele Pio seniore

### Nicht am Konklave teilnehmende Kardinäle
Nicht am Konklave teilnehmen konnten die folgenden sechs Kardinäle:
- Ascanio Colonna
- Pierre de Gondi
- Charles de Lorraine-Vaudémont, Bischof von Metz
- Fernando Niño de Guevara, Erzbischof von Sevilla
- Bernardo de Sandoval y Rojas, Erzbischof von Toledo
- Bernard Maciejowski, Bischof von Kraków

### Kardinalserhebungen
Die im Konklave anwesenden Kardinäle wurden von folgenden Päpsten zum Kardinalat erhoben:
- 40 Kardinäle von Papst Clemens VIII.
- 1 Kardinal von Papst Innozenz IX.
- 4 Kardinäle von Papst Gregor XIV.
- 12 Kardinäle von Papst Sixtus V.
- 3 Kardinäle von Papst Gregor XIII.
- 1 Kardinal von Papst Pius IV.